# Les Cahiers des Brisants
Les Cahiers des Brisants est une maison d’édition créée en 1975 et en activité jusqu’en 1990. Ses publications, orientées essentiellement vers la poésie et le livre illustré, comprennent une soixantaine d’ouvrages ainsi qu’une revue, Nulle Part. En 1998, c'est sous le nom de l'Atelier des Brisants que la maison d'édition reprend[Quoi ?].

## Historique
La société « Les Cahiers des Brisants » est fondée en 1975 à Pau par Jean-Louis Clavé, lui-même poète. Il commence avec des livres qu’il fabrique lui-même sur une presse à épreuves : le premier « cahier » paru a été écrit, imprimé, plié et relié par la même personne. Il privilégie le livre-objet édité sur beau papier, souvent accompagné d’œuvres originales : dessins, gravures, lithographies de grands artistes.
La maison d'édition s'établit par la suite à Mont-de-Marsan. Au fil des années, le catalogue s’étoffe, révèle un inédit d’André Gide (Le Pèlerinage), des textes d'entre autres Bernard Noël, Charles Juliet, Mathieu Bénézet, Bernard Delvaille, Marina Tsvetaïeva. Parmi les peintres, graveurs, illustrateurs ayant contribué à ses ouvrages : Olivier Debré, Jean Messagier, Ramón Alejandro, Fred Deux, Henri Michaux, Vladimir Veličković, ou encore le calligraphe Hassan Massoudy.
En 1983, avec Bernard Noël, Serge Sautreau et André Velter, Jean-Louis Clavé lance la revue semestrielle Nulle Part, tentative vers une ouverture à des textes rares, contemporains ou anciens, et à l’international avec des poètes de toutes langues.

## Nulle Part ailleurs
Nulle Part, en trois ans, publiera sept numéros thématiques : La Réalité, Le Temps, La Lucidité, Le Chant, La Rhétorique, Les Ténèbres, La Beauté.
En octobre 1984, Nulle Part fera paraître le « testament » de Henri Michaux, un texte intitulé Posture privilégiée, donné par le poète à la revue peu avant sa disparition, ainsi qu'un dessin reproduit en couverture à partir du n°3 (avril 1984). Elle propose des poèmes d’Adonis, Odysseus Elytis, Ezra Pound, des textes de Jacques Lacarrière, Andrée Chedid, Malcolm de Chazal…

### Sommaires de la revue Nulle Part (auteurs)
1. La Réalité : Pu Song Ling, Serge Sautreau, Bernard Noël, André Velter, Jean Hélion, Jean-Louis Clavé, Jacqueline Kelen, Zéno Bianu, Eva de Vitray-Meyerovitch, Jean Carteret
2. Le Temps : Adonis, Roberto Juarroz, Raymond Abellio, Ramón Alejandro, Eva de Vitray-Meyerovitch, Sanâ'î, Milarépa, Ou-Yang Xiu, Serge Sautreau et André Velter, Jean Frémon, Bernard Noël
3. La Lucidité : Jorge Luis Borges, Odysséas Elýtis, le Rig-Véda, Sri Adwayananda, Adonis, Hideo Kobayashi, François Dominique, Vladimir Holan, Georges Bataille, Jean-Philippe Domecq, Jeanpyer Poëls, Pierre Vandrepote, Yves Buin, Andrée Chedid, Luis Cernuda, Henry David Thoreau
4. Le Chant : Henri Michaux, Kabir, Liu E, Saint-Pol-Roux, Malcolm de Chazal, Jacques Lacarrière, Hugues Ohana, Abidine Dino, Yunus Emré, Trois Chants Acritiques, Sayd Bahodine Majrouh, Chawki Abdelamir, Niffarî, Jean Doresse, Claude Chambard, Jean-Louis Giovannoni, Ezra Pound, Arnold Schönberg
5. La Rhétorique : Liu Yuan-qing, Ghérasim Luca, José Angel Valente, Joë Bousquet, William Bronk, Roberto Juarroz, Roger Munier, Denise Levertov, Andrea Zanzotto, Fernando Pessoa, André Pieyre de Mandiargues, Izumi Kyôka, Claude Louis-Combet, Ludwig Wittgenstein, Fred Deux, Henri Meschonnic, Birgitta Trötzig, Yves Di Manno, Etiemble, Ling Meng-chu
6. Les Ténèbres : Fernando Pessoa, Bernard Noël, Marina Tsvetaïeva, Lang Ying, Zhang Dai, Paul-Émile Victor, Zéno Bianu, Avrom Sutskewer, Jaroslav Seifert, Jacques Lacarrière, Serge Sautreau, José Angel Valente, Geneviève Clancy, Ramón Alejandro, Xavier Villaurrutia, Jacques Ancet, Gilles Plazy, Vladimir Holan, André Velter, Christian Gabrielle Guez Ricord, Alejandra Pizarnik
7. La Beauté : Sor Juana Inés de la Cruz, Wang Wei, Milarépa, Yukio Mishima, Giuseppe Conte, Claude Roy, Loránd Gáspár, Marie-Florence Ehret, Jean-Baptiste Para, Mario de Sá-Carneiro, Feng Yizi, Jean-Luc Sarré, Ginevra Bompiani, Christian Bobin, Charles Dobzynski, Bernard Sesé, Ansârî, Djâmî, Jean-Louis Clavé

## Catalogue
1975
- Jean-Louis Clavé : Effluves d’ombre pour mémoire
- Pierre Auban : Nuls pour l’art et déviés

1976
- Pierre Dhainaut : Reprises de vide

1979
- Jean-Louis Clavé : Cinq fragments d’un empire vacant précédé de L’horizon funambule
- Pierre Dhainaut : Erre, écris
- Pierre Auban : Les jours malgré eux
- Yves Buin : Ce qui fut
- Jean-Luc Parant : Lire les yeux
- Ramón Alejandro : Fonds perdu

1980
- Bernard Delvaille : Blanche est l’écharpe d’Yseut
- Charles Juliet : Vers la rencontre
- Jacques Abeille : Le plus commun des mortels
- Mathieu Bénézet : …Et nous n’apprîmes rien
- Alice Godel : L’aube ne ressemble pas à l’aube

1981
- Dominique Preschez : Une nuit sous la mer

1982
- Christian Gabrielle Guez Ricord : La nuit ordonne
- Alain Sicre : Auprès de qui se noue l’absence
- Pierre Auban : Lamento nu
- Pierre Auban : Le plat des jours
- Bernard Noël : Une fois les dieux
- André Gide : Le pèlerinage

1983
- Serge Sautreau et André Velter : Dar-î-Nûr
- Jean-Louis Clavé : La tentation du paysage (gravures de Ramón Alejandro)

1984
- André Velter : La cible des comme si (lithographies de Vladimir Veličković)
- Zéno Bianu : Mantra (gravure de Noël Marsault)
- Jacques Dars : Aux portes de l’enfer - Récits fantastiques de la Chine ancienne
- Adonis : Les Résonances, les Origines
- Bernard Noël : Le Château de Cène suivi de L’outrage aux mots
- George Bataille : Vingt propositions sur la mort de Dieu
- Sri Adwayananda : Don’t play hide-and-seek in front of the mirror

1985
- Alice Godel : L’Aube
- Roger Gilbert-Lecomte : Lettre à Benjamin Fondane
- Adonis : Ô ami, ô fatigue (peintures de Shafic Abboud)
- Jean-Philippe Domecq : Devant les yeux (dessins originaux de l'auteur)
- André Velter : La fiancée bleue et autres chants des Busclats (aquarelles originales de Ramón Alejandro)
- Yves Buin : L’Asmara
- Marie-Florence Ehret : Les confessions de la rouée

1986
- Serge Sautreau : Alors
- Richelle Dassin, Zéno Bianu, Serge Sautreau : La Parole et la Saveur – Anthologie de la poésie indienne du XXe siècle
- Alain Daniélou : Dhrupad - Poèmes classiques et thèmes d’improvisation des principaux Râgä de l’Inde du Nord
- Joë Bousquet : Maurice Blanchot

1987
- Serge Sautreau : L’Autre Page
- Yves Buin : Essai d’herméneutique sexuelle
- Alain Jouffroy : Dégradation générale
- André Velter : Squelette-braise
- Luis Cernuda : Ocnos
- Yves Buin : Radio-Astronomie
- Marina Tsvetaeva : Le ciel brûle
- Laure : Écrits retrouvés
- Florence Delay : La séduction brève
- Jean-Louis Clavé : Le lit du ciel (dessins originaux de Marcel Saint-Martin)

1988
- Marcel Saint-Martin : L’éclair du temps
- Sayd Bahodine Majrouh : Le suicide et le chant. Poésie populaire des femmes pashtounes
- Pentadius : Narcisse (Epigramme), traduit du latin par Bernard Noël (gravures de Ramón Alejandro)
- Jean-Louis Clavé : D’Eros, la triple insoumission (gravures de Ramón Alejandro)
- Denise Levertov : Un jour commence

1989
- Denise Levertov : La forme organique
- Bernard Noël : Sur un pli du temps (gravures de Olivier Debré)

1990
- Severo Sarduy : Corona de las frutas (lithographies de Ramón Alejandro)
- Ramón Alejandro : Lithographie en noir
- Marcel Saint-Martin : Les chemins de la nuit (lithographie en deux couleurs)
- Zéno Bianu : Un seul faux pas dans l’infini (gravures de Jean Messagier)
- Bernard Noël : Sur le peu de corps (gravures de Olivier Debré)

### Auteurs édités
Par ordre alphabétique.
Adonis - Ramón Alejandro - Georges Bataille - Mathieu Bénézet - Alain Daniélou - Florence Delay - André Gide - Roger Gilbert-Lecomte - Charles Juliet - Bernard Noël - Alejandra Pizarnik - Severo Sarduy - Marina Tsvetaïeva - André Velter